# Невідомі атмосферні явища
Невідо́мі атмосфе́рні я́вища, НАЯ (англ. UAP — Unidentified Aerial Phenomena), відомі також як ААЯ — аномальні аерокосмічні явища) — аномальні аерокосмічні явища невідомої природи. Такі атмосферні явища досліджуються в метеорології. Дослідженням НАЯ із метою встановлення їхньої суті займається псевдонаука уфологія. Не слід плутати термін НАЯ із міськими легендами про НЛО.

## Визначення видимих розмірів НАЯ
Для характеристики величини віддалених об'єктів існує тільки один спосіб: вказати їхній кутовий, або видимий, розмір. Кутовий розмір задається кутом, під яким видно даний об'єкт.

Спостерігач бачить об'єкт під кутом «а», який залежить лише від відношення діаметра об'єкта до його відстані

Якщо витягнути руку перед очима, то ніготь великого пальця буде мати кутовий розмір близько 2 градуси дуги

Якщо витягнути руку перед очима, то кулак буде мати кутовий розмір близько 10 градусів дуги

Якщо витягнути руку перед очима, то від мізинця до великого пальця кутова відстань становить близько 20 градусів дуги

Цей кут (позначимо його буквою «а») залежить від співвідношення діаметра спостережуваного об'єкта і відстані до нього і може бути приблизно знайдений за формулою: 
 Очевидно, що і діаметр, і відстань при підстановці в формулу повинні бути виражені однієї і тієї ж одиницею (або сантиметрами, або метрами тощо). Формула показує, що співвідношення може не змінюватися при певному зміні діаметра і відстані. Так, наприклад, якщо об'єкт у поперечнику має 10 метрів, а відстань до нього 1000 метрів, то він буде видний під таким же кутом, що й 50-метровий об'єкт при відстані 5000 метрів.
Сама по собі рука може служити простим кутомірним інструментом. Для такого її використання потрібно знати її основні «параметри».
При бажанні легко перевірити себе за такими прикладами:
- під кутом 20 градусів з 5 метрів видно людину середнього росту;
- під кутом 10 градусів з 25 метрів видно легковий автомобіль, з 1,5 метрів — футбольний м'яч;
- під кутом 2 градуси з 290 метрів видно автобус;
- під кутом 0,5 градуса на небі видно Сонце і Місяць, а з 200 метрів — людина середнього зросту.

Сонце і Місяць, як і рука, є досить зручними «вимірниками». Якщо вони видні на небі під час спостереження НАЯ, то корисно порівняти його кутові розміри з ними. У хмарну погоду для порівняння цілком можна використовувати і якісь віддалені споруди, що виступають із-за обрію, або деталі рельєфу.

## Визначення відстані до НАЯ
Відстань до об'єкта може бути надійно визначено тільки тоді, коли об'єкт перебуває відносно близько. Бінокулярний зір людини дозволяє оцінювати відстань до об'єкта, що знаходиться не далі 200—300 метрів. Далі цих метрів судити про відстані можна тільки за допомогою будь-якої додаткової зорової інформації (перекриття одного об'єкта іншим, наявність фону з відомою відстанню і т. д.). Якщо ж далекий об'єкт видно на тлі ясного неба, то оцінка відстані до нього стає неможливою і не варто навіть намагатися цього робити, так як вона буде заснована лише на чисто суб'єктивних враженнях.

## Визначення знаходження НАЯ на небі
При спостереженні НАЯ слід спробувати визначити його положення на небі, а саме: напрямок до нього і висоту над горизонтом в кутовому вимірі.

Якщо на долоню, розташовану горизонтально, помістити годинник так щоб годинникова стрілка дивилася на Сонце, то бісектриса кута, утвореного напрямками на Сонце і на відмітку «12 годин» вкаже на південь. Щоб цей напрям був точніше, доцільно спочатку встановити годинник за місцевим часом. Для цього в тих районах, де користуються декретним часом — а таких більшість — з показів годинника треба відняти взимку — одну годину, влітку — дві

Висоту, виражену в градусах, можна знайти за допомогою руки, пам'ятаючи, що від горизонту до зеніту (точка, яка розташована на перетині прямовисної лінії з небесною сферою, тобто «прямо над головою») кутова відстань становить 90 градусів. Щоб визначити напрямок, потрібно перш за все зорієнтуватися за сторонами світу. При відсутності компаса вночі це найпростіше зробити за Полярною зіркою, яка завжди знаходиться на півночі, а вдень — за допомогою годинника. В обох випадках, необхідною умовою є ясне небо. При хорошому знанні розташування сузір'їв бажано також показати на карті зоряного неба траєкторію руху об'єкта.
Знаючи напрямок на одну головну точку горизонту, інші три (північ, схід, захід) можна відшукати легко. Найвища точність цього методу складає кілька градусів — це в тих випадках, коли Сонце знаходиться не дуже високо над горизонтом. Влітку в середині дня в середніх широтах вона може становити тридцять градусів.
Далі, використовуючи горизонтально розташований циферблат годинника як оцифрований лімб компаса і пам'ятаючи, що одна година часу дорівнює 15 кутовим градусам, можна визначити в кутовій мірі, на скільки градусів напрямок на об'єкт орієнтований на схід (ліворуч) або на захід (праворуч) від напрямку на південь. Приміром, 1 година 40 хвилин — це 25 градусів дуги, 4 година 12 хвилин — 63 градуси і т. д., тобто кожні 4 хвилини часу — це один градус дуги.

## Додаткова інформація
Пам'ятайте, що:
- При спостереженні незвичайних явищ або об'єктів людська уява особливо схильна до того, щоб «перебільшувати» спостережувану картину на основі індивідуального досвіду;
- Вся інформація, що отримується нашими органами чуття, проходить відповідну обробку в мозку, що часом призводить до різних помилок сприйняття;
- Якщо деякий час дивитися на нерухоме світило, в оточенні якого відсутні будь-які опорні точки, то виникає стійке відчуття руху цього об'єкта;
- Існує, але рідше, і зворотний ефект сприйняття, коли під час спостереження рівномірного руху прямою лінією об'єкта (наприклад, штучного супутника Землі) очевидець «бачить», що об'єкт зупиняється або змінює напрямок руху;
- Відстань від спостерігача до об'єкта, між якими знаходиться відкритий водний простір, як правило, применшується;
- Яскраво забарвлені об'єкти сприймаються ближче, ніж темні. Цей ефект посилюється при зростанні контрасту між кольором об'єкта і фоном;
- Подовгасті об'єкти при горизонтальній орієнтації здаються довшими і дальшими, ніж при вертикальній;
- Вдень на оцінку відстані певний вплив робить Сонце: якщо спостерігач стоїть обличчям до Сонця, то відстань Здається меншою, а якщо спиною — більшою;
- Вночі яскраві об'єкти здаються що знаходяться ближче ніж на справді;
- На відкритій місцевості для людини середнього зросту лінія горизонту знаходиться на відстані близько 4,5 кілометрів;
- Об'єкт стає виразно видимим, коли його розміри перевищують три градуси дуги;
- Найточніші розміри об'єкта визначаються тоді, коли той перебуває на рівні очей[2].

## Анкетування очевидців
Анкетування залишається найрозповсюдженішою формою роботи з очевидцями через доступність і достатню, на перший погляд, ефективність. Не буде великим перебільшенням сказати, що для переважної кількості практикуючих дослідників анкетування залишається чи не єдиним методологічним засобом у роботі. Якщо при прямому опитуванні додаткові або зайві питання можуть бути включеними чи виключеними, або, відповідно до відповідей, скориговані в реальному часі, то при дистанційному опитуванні очевидців даний процес стає доволі проблематичним і значно подовжує анкетування у часі.
Виходячи з цього, можна зробити очевидний висновок, що намагання створити універсальну анкету для дистанційного та прямого опитування очевидців не є доцільними, оскільки у такій анкеті неможливо урахувати усі можливі параметри об'єктів і умови при спостереженні, та зайві або загальним чином поставлені питання будуть негативно впливати на відповіді очевидця, заплутуючи його і збиваючи з пантелику. Тому як вихідний матеріал при анкетуванні очевидців та системного підходу до опису параметрів не ототожнених об'єктів, пропонується загальний перелік пунктів, що є найважливішими для проведення аналізу та реєстрації уфологічних повідомлень.
- 1.Загальні дані щодо спостереження
- 1.1.П. І.Б очевидця і короткі відомості про себе (вік, рід занять, психофізіологічний стан на момент спостереження)
- 1.2.Географічне місце спостереження: країна, адміністративна одиниця (область/штат тощо), населений пункт. Для міст вказується також вулиця і найближчі будівлі. Для спостережень поза міською зоною вказується відстань до двох найближчих населених пунктів, або до одного, якщо місце спостереження прив'язане до шляхів сполучення (усний і картографічний опис).
- 1.3.Рік, місяць, день, час доби спостереження в UT
- 1.4.Кількість очевидців (При групових спостереженнях (від двох і більше очевидців), проводиться незалежне анкетування з кожним із них, причому при наявності окремих даних по одному спостереженню від очевидців або груп, взаємо віддалених більше ніж на 100 м (прийнято умовно) знімаються додаткові дані для тріангуляції.)
- 1.5.Метеорологічні умови
- 1.5.1.Хмарність
- 1.5.1.1.Видимість (вказується, якщо кутовий розмір надається очевидцем у зоряних величинах відносно зірок на небі). Шкала видимості за Антоніаді:
- 1.5.1.1.1.Ідеальна видимість без тремтіння, зображення увесь час виключно різке.
- 1.5.1.1.2.Зображення різке та нерухоме; спостерігається легке хвилювання; часом на декілька секунд наступає повний спокій.
- 1.5.1.1.3.Середня видимість; помітне тремтіння повітря, зображення майже нерухоме, злегка струменіє.
- 1.5.1.1.4.Дуже погані умови видимості; зображення сильно тремтить і струменіє, часом зовсім розпливаючись.
- 1.5.1.2.Характер хмарності (Вказується візуальна характеристика хмар, а також положення об'єкта відносно них)
- 1.5.1.3.Рівень хмарності (вказується розподілення хмарних мас на небосхилі та їхній умовний процентний рівень: 0..10 % — хмарність відсутня, 10..50 % — нижче середнього, 50..90 % — вище середнього, 90..100 % — повна хмарність.)
- 1.5.1.4.Опади
- 1.5.2.Вітер
- 1.5.2.1.Потужність
- 1.5.2.2.Напрям
- 1.6.Час від появи об'єкта до його зникнення (від того моменту, коли очевидець побачив об'єкт до моменту припинення спостереження)
- 1.7.Кількість об'єктів (Якщо мало місце почергове спостереження декількох об'єктів (або їхніх груп), проводиться декілька окремих анкетувань із зазначенням часу між спостереженнями)
- 1.8.Кут до горизонту
- 1.9.Відстань до об'єкта (групи об'єктів). (Визначається прямим вимірюванням на основі відомих відстаней, задіяних у спостереженні, або непрямими за розрахунком за пунктами 1.8, 1.10, 1.4 та ін.)
- 1.10.Висотний рівень об'єкта (групи об'єктів). (Визначається прямим вимірюванням на основі відомих відстаней, задіяних у спостереженні, або непрямими за розрахунком за пунктами 1.8, 1.9, 1.4 та ін.)
- 2.Характеристика руху
- 2.1.Траєкторія (усний і графічний опис)
- 2.2.Напрям і його зміна (за сторонами світу)
- 2.3.Швидкість
- 2.3.1.Кутова
- 2.3.2.Лінійна
- 2.4.Прискорення
- 2.5.Особливості
- 3.Тіло об'єкта
- 3.1.Форма (усний і графічний опис)
- 3.2.Розмір
- 3.2.1.Кутовий (Кутовий розмір визначається очевидцем на відстані витягнутої руки за допомогою предметів, розміри яких відомі, або долоні, а також відносно небесних тіл.)
- 3.2.2.Лінійний (Визначається прямим вимірюванням на основі відомих розмірів, задіяних у спостереженні, або непрямими за розрахунком за пунктами 1.8, 1.9, 1.10, 1.4 та ін.)
- 3.3.Поверхня
- 3.3.1.Фактура
- 3.3.2.Колір
- 3.4.Світлові ефекти
- 3.4.1.Характер
- 3.4.2.Кількість
- 3.4.3.Конфігурація
- 3.4.4.Колір
- 3.4.5.Яскравість
- 3.5.Звукові ефекти
- 3.6.Інші ефекти[3].